# Enrico Job
Enrico Job (Napoli, 31 gennaio 1934 – Roma, 4 marzo 2008) è stato un artista, scenografo e scrittore italiano.

## Biografia
Marito della regista teatrale e cinematografica Lina Wertmüller (dei cui film e messinscene ha curato tutte le scenografie vincendo diversi David di Donatello e Nastri d'argento), si è dedicato alla scenografia dopo il 1960, ha lavorato in teatro con Giorgio Strehler, Luca Ronconi (Giovanna d'Arco, 1967; Riccardo III, 1968; Orestea, 1972), Virginio Puecher, Eduardo De Filippo, Mina Mezzadri (Il pellicano, 1975; Il padre, 1980; Creditori, 1981), Raffaele Maiello (Tito Andronico, 1976), Walter Pagliaro (Aspettando Godot, 1978), Filippo Crivelli, Mario Missiroli (Verso Damasco, 1978; I Giganti della Montagna, 1979; La villeggiatura. Smanie, avventure e ritorno, 1981; Il Gabbiano, 1991; Medea, 1996), Roberto De Simone (Il signor Bruschino ossia il figlio per azzardo, 1988), Francesco Rosi, Luca De Filippo, Armando Pugliese (Questi fantasmi, 1992), Gustav Kuhl, Giorgio Pressburger (Una solitudine troppo rumorosa, 1993), Guido De Monticelli (Terra di nessuno, 1994); al cinema ha collaborato, fra gli altri, con Marco Bellocchio (Nel nome del padre, 1972), Andy Warhol e Paul Morrissey (Dracula cerca sangue di vergine... e morì di sete!!!), dopo aver tentato senza successo la carriera del pittore. Dal 1970 si dedica all'arte comportamentale. Fra i suoi maggiori lavori le installazioni e le performance come «Autoritratto» (1971), «Il mappacorpo» (1974), «La confessione» (1975), «La conversazione» e «Until» (1976), «Dopo che tutto sarà finito» e «La casa di via Francesco Crispi» (1977), «Silenziosa luna» esposta alla Biennale di Venezia.
Nel 1978 ha realizzato scene e costumi per l'opera di Strindberg Verso Damasco. Ha scritto anche tre romanzi: La palazzina di villeggiatura (1985), Il pittore felice (1995) e Il cavallo a dondolo (2006).
È morto il 4 marzo 2008 a 74 anni presso la clinica Villa del Rosario a Roma per una leucemia fulminante. La camera ardente è stata allestita il 6 marzo nella sala della Protomoteca del Palazzo Senatorio al Campidoglio e i funerali si sono svolti il giorno dopo presso la Chiesa degli artisti di piazza del Popolo alla presenza di amici e colleghi; in seguito il suo corpo è stato cremato al cimitero Flaminio, e le ceneri sono tumulate, insieme a quelle della moglie, nel cimitero di Cevo.

## LaCroce del Papa

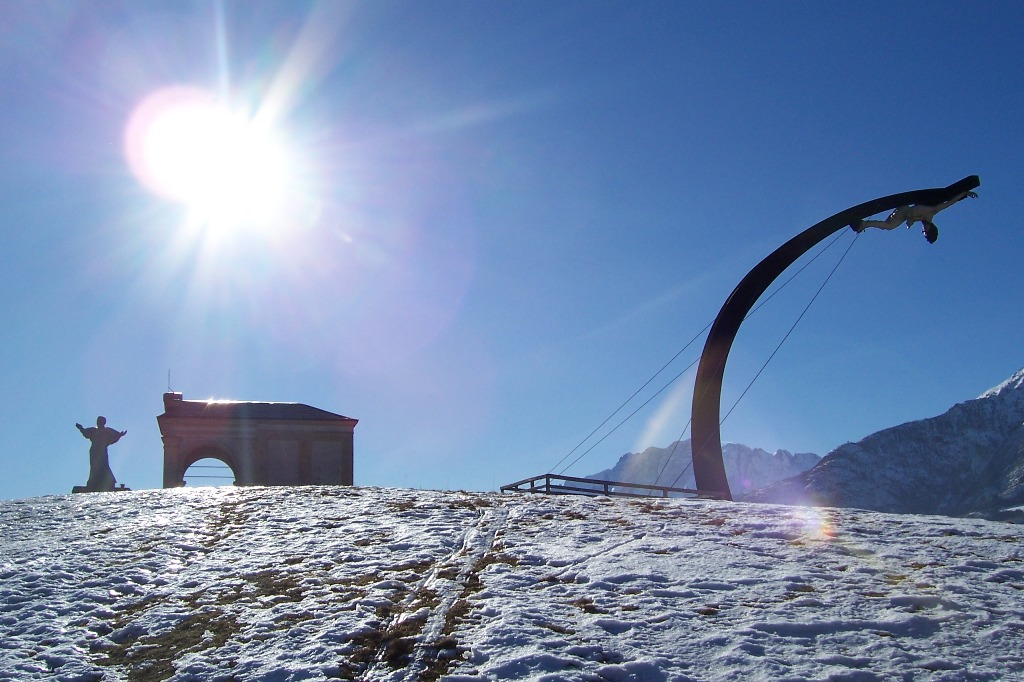
La Croce del papa sul dosso dell'Androla a Cevo

Enrico Job è l'autore della Croce del Papa, un crocifisso ricurvo alto sei metri, che si sviluppa in tre tronconi incastrati tra loro.
Esposta allo stadio Mario Rigamonti di Brescia per la visita di papa Giovanni Paolo II nel 1998, l'opera rimase per anni abbandonata in un magazzino del seminario di Brescia, e fu poi innalzata sul Dosso dell'Androla di Cevo in Valcamonica nel 2005. Il Cristo alla sommità, diverso da quello originario del 1998, fu realizzato in polistirolo espanso con inserimento di un'armatura metallica, tradotto in resina e successivamente riempito di poliuretano espanso per evitare deformazioni della superficie e infiltrazioni d'acqua.
La croce si spezzò in due il 24 aprile 2014 provocando la morte di un giovane. Nel 2017 la croce venne ricostruita.

## Pubblicazioni
- La palazzina di villeggiatura, Palermo, Sellerio, 1985.
- Il pittore felice, Palermo, Sellerio, 1995, ISBN 88-389-1089-8.
- Il cavallo a dondolo, Milano, Frassinelli, 2006, ISBN 88-7684-901-7.

## Riconoscimenti
- 1980 - Premio Ubu per I giganti della montagna
- 1985 - David di Donatello per il miglior scenografo per Carmen, regia di Francesco Rosi
- 1985 - David di Donatello per il miglior costumista per Carmen, regia di Francesco Rosi
- 1986 - David di Donatello per il miglior scenografo per Un complicato intrigo di donne, vicoli e delitti, regia di Lina Wertmüller
- 2007 - Premio E.T.I. Gli Olimpici del teatro per il migliore scenografo per Le voci di dentro, regia di Francesco Rosi